# Jamey Heath
Jamey Heath là một nhà hoạt động chính trị ở Ontario, Canada. Ông là giám đốc nghiên cứu và truyền thông cho Đảng Dân chủ mới dưới thời Jack Layton cho đến ngay sau bầu cử liên bang năm 2006. Trước đây, ông là một nhân viên chiến dịch cấp cao trong chiến dịch thành công của Jack Layton để giành được quyền lãnh đạo của đảng năm 2003.
Heath trước đó là giám đốc truyền thông cho Greenpeace và là ứng cử viên của NDP cho Ottawa Centre trong cuộc bầu cử liên bang năm 1997, đứng thứ hai sau Mac Harb của Đảng Tự do. Ông là một chuyên mục hàng tuần cho Ottawa Sun và Capital Xtra!.
Heath tốt nghiệp Đại học Carleton với bằng Cử nhân Báo chí. Khi ở Carleton, ông đã tham gia vào chính trị của sinh viên; đáng chú ý nhất là bị loại khỏi cuộc bầu cử Hiệp hội sinh viên Đại học Carleton. Ông cũng từng là đồng chủ tịch của Thanh niên Dân chủ Mới Ontario vào đầu những năm 1990.
Sau thông báo của Ed Broadbent rằng ông sẽ không tham gia cuộc bầu cử liên bang tiếp theo, Heath đã tranh cử đề cử của NDP để thành công ông tại Trung tâm Ottawa nhưng đã bị đánh bại tại cuộc họp đề cử của Paul Dewar ngày 22 tháng 6 năm 2005.
Vào tháng 2 năm 2007, cuốn sách của ông đã được xuất bản, Dead Centre: Hope, Possibility, and Unity for Canadian Progressives.